# Celloconcert
Een celloconcert of celloconcerto is een concert (soloconcerto), een muziekstuk voor cello in een solistische rol samen met een orkest, meestal een symfonieorkest of kamerorkest.
Het celloconcert bestaat meestal uit drie delen en werd vooral in het classicisme en de romantiek veel gebruikt. Toch werden er ook voor en na die tijd celloconcerten geschreven.
Voorbeelden van celloconcerten zijn:
- Kalevi Aho: Celloconcert
- Carl Philip Emanuel Bach: Celloconcert in A majeur, Celloconcert in Bes majeur, Celloconcert in a mineur
- Samuel Barber: Celloconcert
- Frank Bridge: Oration (oorspronkelijke titel Concerto elegiaco)
- Aram Chatsjatoerjan: Celloconcert
- Vernon Duke: Celloconcert
- Antonin Dvorak: Concert voor cello en orkest in b-klein opus 104
- Edward Elgar:  Concert voor cello en orkest opus 85
- Gerald Finzi: Celloconcert
- Joseph Haydn: Celloconcert, Celloconcert nr. 2
- Vagn Holmboe: Celloconcert
- Alan Hovhaness: Celloconcert
- Magnus Lindberg: Celloconcert
- Witold Lutosławski: Celloconcert
- Paul Patterson: Celloconcert
- Sergej Prokofjev: Celloconcert opus 58, Celloconcertino opus 132 en Sinfonia Concertante, opus 125
- Ned Rorem: Celloconcert
- Camille Saint-Saëns: Celloconcert nr. 1, Celloconcert nr. 2
- Aulis Sallinen: Celloconcert
- Dmitri Sjostakovitsj: Celloconcert nr. 1, Celloconcert nr. 2
- Virgil Thomson: Celloconcert
- Erkki-Sven Tüür: Celloconcert
- Pēteris Vasks: Celloconcert (1993-1994).
- Antonio Vivaldi: 27 celloconcerten en een Dubbelconcert voor twee violoncello's